# قول مرد
قول مرد فیلمی به کارگردانی  و نویسندگی حسین قاسمی وند ساختهٔ سال ۱۳۵۶ است.

## بازیگران
- یداله شیراندامی
- گیتا
- جلال پیشواییان
- زرینه
- حسن رضایی
- رعنا ظفری
- عاطفه کریمی
- ذبیح اله ذبیح پور